# Фудбалска репрезентација Црне Горе
Фудбалска репрезентација Црне Горе је национални фудбалски тим Црне Горе под руководством Фудбалског савеза Црне Горе (ФСЦГ).

## Историја
До 28. јуна 2006. ФСЦГ је био у саставу Фудбалског свеза ФНРЈ, СФРЈ, СР Југославије и Србије и Црне Горе. После тог датума постаје самосталан.
Захтев за чланство у европску и светску фудбалску организацију УЕФА и ФИФА поднео је одмах по оснивању 30. јуна 2006. године. У УЕФУ је примљен на Конгресу УЕФА у Диселдорфу 26. јануара 2007, а у ФИФУ 31. маја 2007. на Конгресу у Цириху.
Због каснијег пријема ФСЦГ у УЕФУ и ФИФУ Фудбалска репрезентација Црне Горе не учествује у квалификацијама за Европско првенство у фудбалу 2008. године.
Прву званичну међународну утакмицу национална селекција је одиграла у Подгорици 27. марта 2007. Црна Гора — Мађарска 2:1 (0:1). Пошто у то време ФСЦГ није био члан ФИФА, та утакмица код ФИФА није регистрована као прва званична утакмица, него за прву утакмицу рачуна сусрет на Кирин купу против Фудбалске репрезентације Јапана одигран 1. јуна 2007.
После пријема у УЕФУ за првог селектора Фудбалске репрезентације Црне Горе постављен је 2. фебруара 2007. Зоран Филиповић.
Према статистици Фудбалског савеза Црне горе, прву историјску утакмицу за фудбал у Црној Гори, одиграла је, Фудбалска репрезентације Црне Горе 27. марта 2007. против Фудбалске репрезентације Мађарске у следећем саставу:
Вукашин Полексић, Саво Павићевић (90‘- Ристо Лакић), Јован Танасијевић, Радослав Батак, Милан Јовановић, Симон Вукчевић, Мирко Раичевић (57‘- Јанко Тумбасевић), Бранко Бошковић, Владимир Божовић (46‘ - Милан Пуровић), Игор Бурзановић (86‘ - Владимир Вујевић), Мирко Вучинић (83‘ - Стеван Јоветић). Тренер: Зоран Филиповић

## Резултати репрезентације

### Ранг листа
| Година    | ФИФА    | УЕФА | Поени |
| --------- | ------- | ---- | ----- |
| јун 2007. | 199/209 | 53   | 0     |
| 2007.     | 172     | 50   | 65    |
| јул 2008. | 146     | 49   | 180   |
| 2008.     | 112     | 43   | 310   |
| јул 2009. | 110     | 43   | 331   |
| 2009.     | 74      | 37   | 456   |
| јул 2010. | 72      | 38   | 448   |
| 2010.     | 25      | 16   | 824   |
| јул 2011. | 17      | 11   | 915   |

### Светска првенства
| Година         | Коло                  | Пласман               | Од.                   | П                     | Н                     | И                     | ГД                    | ГП                    |
| -------------- | --------------------- | --------------------- | --------------------- | --------------------- | --------------------- | --------------------- | --------------------- | --------------------- |
| 2010. до 2022. | Није се квалификовала | Није се квалификовала | Није се квалификовала | Није се квалификовала | Није се квалификовала | Није се квалификовала | Није се квалификовала | Није се квалификовала |
| Укупно         | 0/4                   |                       |                       |                       |                       |                       |                       |                       |

### Европска првенства
| Година | Коло                  | Пласман               | Од.                   | П                     | Н                     | И                     | ГД                    | ГП                    |
| ------ | --------------------- | --------------------- | --------------------- | --------------------- | --------------------- | --------------------- | --------------------- | --------------------- |
| 2008   | Није учествовала      | Није учествовала      | Није учествовала      | Није учествовала      | Није учествовала      | Није учествовала      | Није учествовала      | Није учествовала      |
| 2012   | Није се квалификовала | Није се квалификовала | Није се квалификовала | Није се квалификовала | Није се квалификовала | Није се квалификовала | Није се квалификовала | Није се квалификовала |
| 2016   | Није се квалификовала | Није се квалификовала | Није се квалификовала | Није се квалификовала | Није се квалификовала | Није се квалификовала | Није се квалификовала | Није се квалификовала |
| 2020   | Није се квалификовала | Није се квалификовала | Није се квалификовала | Није се квалификовала | Није се квалификовала | Није се квалификовала | Није се квалификовала | Није се квалификовала |
| 2024   | Није се квалификовала | Није се квалификовала | Није се квалификовала | Није се квалификовала | Није се квалификовала | Није се квалификовала | Није се квалификовала | Није се квалификовала |
| Укупно | 0/5                   |                       |                       |                       |                       |                       |                       |                       |

### Лига нација
| Рекорди у УЕФА Лиги нација | Рекорди у УЕФА Лиги нација | Рекорди у УЕФА Лиги нација | Рекорди у УЕФА Лиги нација | Рекорди у УЕФА Лиги нација | Рекорди у УЕФА Лиги нација | Рекорди у УЕФА Лиги нација | Рекорди у УЕФА Лиги нација | Рекорди у УЕФА Лиги нација | Рекорди у УЕФА Лиги нација | Рекорди у УЕФА Лиги нација |
| Сезона                     | Лига                       | Група                      | ИГ                         | П                          | Н                          | И                          | ГД                         | ГП                         | П/И                        | Поз.                       |
| -------------------------- | -------------------------- | -------------------------- | -------------------------- | -------------------------- | -------------------------- | -------------------------- | -------------------------- | -------------------------- | -------------------------- | -------------------------- |
| 2018/19.                   | Ц                          | 4                          | 6                          | 2                          | 1                          | 3                          | 7                          | 6                          | Same position              | 35.                        |
| 2020/21.                   | Ц                          | 1                          | 6                          | 4                          | 1                          | 1                          | 10                         | 2                          | Раст                       | 34.                        |
| 2022/23.                   | Б                          | 3                          | 6                          | 2                          | 1                          | 3                          | 6                          | 6                          | Same position              | 28.                        |
| Укупно                     | Укупно                     | Укупно                     | 18                         | 8                          | 3                          | 7                          | 23                         | 14                         |                            |                            |

### Квалификације за Светско првенство 2010
| Репрезентација  | Од. | П | Н | И | ГД | ГП | ГР  | Бод. |
| --------------- | --- | - | - | - | -- | -- | --- | ---- |
| Италија         | 10  | 7 | 3 | 0 | 18 | 7  | +11 | 24   |
| Република Ирска | 10  | 4 | 6 | 0 | 12 | 8  | +4  | 18   |
| Бугарска        | 10  | 3 | 5 | 2 | 17 | 13 | +4  | 14   |
| Кипар           | 10  | 2 | 3 | 5 | 14 | 16 | -2  | 9    |
| Црна Гора       | 10  | 1 | 6 | 3 | 9  | 14 | -5  | 9    |
| Грузија         | 10  | 0 | 3 | 7 | 7  | 19 | -12 | 3    |

### Квалификације за Европско првенство 2012
| Репрезентација | Од. | П | Н | И | ГД | ГП | ГР  | Бод. |
| -------------- | --- | - | - | - | -- | -- | --- | ---- |
| Енглеска       | 8   | 5 | 3 | 0 | 17 | 5  | 12  | 18   |
| Црна Гора      | 8   | 3 | 3 | 2 | 7  | 7  | 0   | 12   |
| Швајцарска     | 8   | 3 | 2 | 3 | 12 | 10 | 2   | 11   |
| Велс           | 8   | 3 | 0 | 5 | 6  | 10 | -4  | 9    |
| Бугарска       | 8   | 1 | 2 | 5 | 3  | 13 | -10 | 5    |

## Селектори
| Селектор          | Период    | Од. | П  | Н | И  | ГД | ГП | Проц. поб. |
| ----------------- | --------- | --- | -- | - | -- | -- | -- | ---------- |
| Зоран Филиповић   | 2007—2009 | 23  | 8  | 8 | 7  | 28 | 31 | 34,78%     |
| Златко Крањчар    | 2010—2011 | 13  | 6  | 2 | 5  | 14 | 11 | 46,15%     |
| Бранко Брновић    | 2011—2015 | 34  | 11 | 9 | 14 | 44 | 50 | 32,35%     |
| Љубиша Тумбаковић | 2016—2019 | 23  | 7  | 6 | 10 | 31 | 23 | 30,43%     |
| Фарук Хаџибегић   | 2019—2020 | 13  | 5  | 4 | 4  | 13 | 16 | 38,46%     |
| Миодраг Радуловић | 2020—2024 |     |    |   |    |    |    |            |

## Тренутни састав
Ажурирано 13. октобра 2020, након утакмице против Луксембурга.
| Бр. | Поз. | Играч                            | Датум рођења       | Наступи | Голови | Клуб                |
| --- | ---- | -------------------------------- | ------------------ | ------- | ------ | ------------------- |
| 1   | Г    | Данијел Петковић                 | 25. мај 1993.      | 22      | 0      | Анже                |
| 12  | Г    | Милан Мијатовић                  | 26. јул 1987.      | 13      | 0      | МТК                 |
| 13  | Г    | Милош Драгојевић                 | 3. фебруар 1989.   | 0       | 0      | Будућност Подгорица |
|     |      |                                  |                    |         |        |                     |
| 15  | О    | Стефан Савић                     | 8. јануар 1991.    | 55      | 5      | Атлетико Мадрид     |
| 22  | О    | Марко Симић                      | 16. јун 1987.      | 44      | 1      | Лијепаја            |
| —   | О    | Адам Марушић                     | 17. октобар 1992.  | 35      | 0      | Лацио               |
| 2   | О    | Ристо Радуновић                  | 4. мај 1992.       | 7       | 0      | Астра Ђурђу         |
| 3   | О    | Александар Шофранац              | 21. октобар 1990.  | 6       | 0      | Сутјеска Никшић     |
| 20  | О    | Момчило Распоповић               | 18. март 1994.     | 6       | 0      | Ријека              |
| 6   | О    | Игор Вујачић                     | 8. август 1994.    | 6       | 0      | Партизан            |
| 5   | О    | Дарко Булатовић                  | 5. септембар 1989. | 3       | 0      | Сутјеска Никшић     |
|     |      |                                  |                    |         |        |                     |
| 4   | С    | Никола Вукчевић                  | 13. децембар 1991. | 45      | 1      | Леванте             |
| —   | С    | Владимир Јововић                 | 26. октобар 1994.  | 32      | 0      | Јаблонец            |
| 7   | С    | Марко Јанковић                   | 9. јул 1995.       | 24      | 1      | Кротоне             |
| 18  | С    | Небојша Косовић                  | 24. фебруар 1995.  | 22      | 1      | Каират              |
| 19  | С    | Александар Шћекић                | 12. децембар 1991. | 20      | 0      | Партизан            |
| 17  | С    | Сеад Хакшабановић                | 4. мај 1999.       | 11      | 1      | Норћепинг           |
| 16  | С    | Бранислав Јанковић               | 8. фебруар 1992.   | 9       | 0      | Сутјеска Никшић     |
| —   | С    | Дамир Којашевић                  | 3. јун 1987.       | 8       | 1      | Сутјеска Никшић     |
| 14  | С    | Дени Хочко                       | 22. април 1994.    | 6       | 0      | Мускрон             |
| 8   | С    | Игор Ивановић                    | 9. септембар 1990. | 3       | 3      | Будућност Подгорица |
| 23  | С    | Марко Вукчевић                   | 7. јун 1993.       | 3       | 0      | Подгорица           |
| 21  | С    | Милош Раичковић                  | 2. децембар 1993.  | 2       | 0      | Будућност Подгорица |
|     |      |                                  |                    |         |        |                     |
| 11  | Н    | Фатос Бећирај (заменик капитена) | 22. мај 1988.      | 74      | 10     | Висла Краков        |
| 10  | Н    | Стеван Јоветић (капитен)         | 2. новембар 1989.  | 55      | 27     | Монако              |
| 9   | Н    | Дино Исламовић                   | 17. јануар 1994.   | 4       | 0      | Розенборг           |
| —   | Н    | Никола Вујновић                  | 11. јануар 1997.   | 1       | 0      | Вождовац            |

## Статистика играча
Ажурирано 17. јуна 2023.

### Највише утакмица
| # | Име             | Каријера  | Утакмица | Голова |
| - | --------------- | --------- | -------- | ------ |
| 1 | Фатос Бећирај   | 2009—2022 | 86       | 15     |
| 2 | Стеван Јоветић  | 2007—     | 68       | 31     |
| 3 | Стефан Савић    | 2010—     | 67       | 5      |
| 4 | Елсад Зверотић  | 2008—2017 | 61       | 5      |
| 5 | Жapкo Toмaшeвић | 2010—     | 60       | 5      |

### Највише голова
| # | Име              | Каријера  | Голова |
| - | ---------------- | --------- | ------ |
| 1 | Стеван Јоветић   | 2007—     | 31     |
| 2 | Мирко Вучинић    | 2007—2017 | 17     |
| 3 | Стефан Мугоша    | 2015—     | 15     |
| 3 | Фатос Бећирај    | 2009—2022 | 15     |
| 5 | Дејан Дамјановић | 2008—2015 | 8      |

## Биланс репрезентације по годинама
| Година | Од. | П  | Н | И  | ГД | ГП | ГР | Бод. |
| ------ | --- | -- | - | -- | -- | -- | -- | ---- |
| 2007   | 6   | 2  | 1 | 3  | 5  | 7  | -2 | 7    |
| 2008   | 8   | 3  | 3 | 2  | 14 | 13 | +1 | 12   |
| 2009   | 9   | 3  | 4 | 2  | 9  | 11 | -2 | 13   |
| 2010   | 9   | 5  | 1 | 3  | 9  | 5  | +4 | 16   |
| Укупно | 32  | 13 | 9 | 10 | 37 | 36 | +1 | 48   |